# Bootsy Collins
William Earl "Bootsy" Collins, (Cincinnati, 1951. október 26. –) amerikai basszusgitáros, énekes, dalszerző.

## Pályafutása
William Collins a funk kulcsfigurája az 1960-as évek vége óta. Első jelentős szerepe James Brown zenekarában volt a bátyja, Catfish Collins gitáros mellett, aztán csatlakozott George Clintonhoz.
Clinton hamar egyenrangú zenész lett a társai mellett produkcióikban mind feldolgozásokban, mind a dalszerzésben. Stílusa az elektromos basszusgitáron pedig teljesen új volt – különféle effekteszközökkel kísérletezett, és teljesen új hangzásokat adott a hangszernek.Ezek erősen befolyásolták a P-Funk együttes hangzást.
Albumokat adott ki Bootsy’s Rubber Band néven, melyeket többnyire ugyanazok a zenészek vettek fel, mint a többi P-Funk projektet, csak kicsit őrültebbek voltak ezeken.
1992-ben Collins csatlakozott a Praxis együtteshez, 1993-ban pedig megszervezte saját projektjék (Zillatron). 2002-ben Mousse T német producerrel közösen készítette el a „Play with Bootsy” című albumot.
2004-ben bejelentette, hogy nem akar többé nyilvánosan szerepelni. Azonban továbbra is aktív. 2006 decemberében jelent meg karácsonyi albuma, a „Christmas Is 4 Ever”, amely régebbi Bootsy-slágerek remixeit és új dalokat is tartalmaz.

## Albumok
- 1976: Stretchin' Out in Bootsy's Rubber Band
- 1977: Ahh... The Name Is Bootsy Baby
- 1978: Bootsy? Player of the Year
- 1979: This Boot is Made for Fonk
- 1980: Ultra Wave
- 1982: The One Giveth, the Count Taketh Away
- 1988: What's Bootsy Doin'?
- 1990: Jungle Bass 1: 4th & Broadway
- 1991: Save What's Mine for Me
- 1994: Blasters of the Universe
- 1995: Keepin' Dah Funk Alive
- 1997: Fresh Outta 'P' University
- 1998: Live in Louisville
- 2002: Play With Bootsy – A Tribute To The Funk
- 2006: Live In Concert
- 2006: Christmas Is 4 ever
- 2011: Tha Funk Capital of The World
- 2017: World Wide Funk

## Filmek
- * 2004: (T)Raumschiff Surprise – Periode 1 (A zűrhajó − sci-fi; filmkomédia)

## Díjak
- 1997: Rock and Roll Hall of Fame
- 2020: Rolling Stone magazin: negyedik idők 50 legjobb basszusgitárosa között.